# Lactarius mitissimus
Lactarius mitissimus é um fungo que pertence ao gênero de cogumelos Lactarius, da ordem Russulales. Encontrado na Europa e na América do Norte, foi descrito cientificamente em 1838 pelo micologista sueco Elias Magnus Fries.